# Pseudamiops
Pseudamiops és un gènere de peixos pertanyent a la família dels apogònids.

## Taxonomia
- Pseudamiops diaphanes (Randall, 1998)[2]
- Pseudamiops gracilicauda (Lachner, 1953)[3]
- Pseudamiops pellucidus (Smith, 1954)[4]
- Pseudamiops phasma (Randall, 2001)[5][6][7][8][9][10]